# Sharon Leal
Sharon Leal, född 17 oktober 1972 i Tucson i Arizona, är en amerikansk skådespelerska och sångerska. Hon är känd för att medverka i filmer som Dreamgirls, This Christmas, Why Did I Get Married? och Why Did I Get Married Too?, samt i TV-serierna Legacy, Guiding Light och Boston Public.

## Filmografi (i urval)

### Film
- 2006 – Dreamgirls
- 2007 – Why Did I Get Married?
- 2007 – This Christmas
- 2008 – Linewatch
- 2008 – Cool Men (i USA mer känd som Soul Men)
- 2010 – Why Did I Get Married Too?

### TV
- 1996–1999 – Guiding Light (TV-serie)
- 1998–1999 – Legacy (TV-serie)
- 2000–2004 – Boston Public (TV-serie)
- 2005 – Las Vegas (TV-serie)
- 2007 – CSI: Miami (TV-serie)
- 2009 – Private Practice (TV-serie)
- 2010–2011 – Hellcats (TV-serie)
- 2011 – Suits (TV-serie) (även 2014)
- 2012 – Person of Interest (TV-serie)
- 2014–2016 – Grimm (TV-serie)
- 2015 – The Good Wife (TV-serie)
- 2016 – Dead of Summer (TV-serie)
- 2016–2021 – Supergirl (TV-serie)
- 2018–2019 – The Good Doctor (TV-serie)
- 2022 – Pretty Little Liars: Original Sin (TV-serie)